# Castell d'Orenga
El castell d'Orenga és un castell del municipi de Vilanova de Meià (Noguera) declarat bé cultural d'interès nacional.
És situat dalt del cim d'un serrat encinglerat, al sud del coll d'Orenga, als contraforts septentrionals de la serra de Sant Mamet, dominant el pas entre la vall de Peralba o de La Baronia de Sant Oïsme i la Vall d'Ariet.

## Història
Apareix documentat per primer cop el 1087, quan Adam i Jocbert donaren al monestir de Santa Maria de Meià una coromina prop del castell d'Orenga. El domini del castell estigué en mans de la família Meià però no ho podem confirmar fins al 1193, amb el testament de Guillem III de Meià en el qual llega a la seva germana Ermengarda i espòs, Gombau d'Oruja el castell d'Orenga que, si morien sense hereu, passaria al seu nebot Ramon de Cervera, com succeí. El castell romangué en poder de la família Cervera-Meià fins al darrer membre, Dolça de Cervera que el 1311 el donà, juntament amb els altres castells de la família, al seu fill Pere II d'Ayerbe el qual l'any següent permutà al rei Jaume II tots els seus béns situats a Catalunya per diversos castells d'Aragó. Tot seguit, el rei els incorporà a la corona. L'any 1314 el rei Jaume II empenyorà als marmessors del comte d'Urgell diversos castells per la compra que els havia fet del comtat d'Urgell, per la qual cosa cridà diversos feudataris dels castells empenyorats, entre els quals es trobava Bartomeu d'Orenga que tenia un feu pel rei en el lloc d'Orenga.
La família Orenga és documentada a partir de l'any 1266 amb Pere d'Orenga. També hi hagué una branca del mateix nom com a feudatària del Castell de la Fabregada. La família del castell d'Orenga s'estroncà al final del segle xiv amb la mort de Guerau d'Orenga i el feu fou disputat entre Joan i Pere d'Orcau i Pere de Canelles l'any 1403. No es coneix la sentència.
El domini reial del castell d'Orenga seguí les mateixes vicissituds dels castells de la conca de Meià que foren vinculats al marquesat de Camarasa, fins que l'any 1426 el rei Alfons IV vengué a Nicolau de Gralla diversos castells i jurisdiccions entre les quals hi havia la d'Orenga.
A mitjan segle xvii, l'historiador Roig i Jalpí (1524-1691) escrigué: «En el termino de Orenga hay un Castillo con su Torre redonda muy derruyda».

## Arquitectura
Està format per una primera torre, ara interior, de planta circular, envoltada per una altra torre, feta posteriorment, més gran i quasi circular. A la banda occidental, hi devia haver un recinte ampli, del qual només es conserva un fragment de paret, situat a una 15 m. cap a l'oest. Uns 100 m més enllà hi ha un mur de tancament.
Només es conserva la part oriental de la torre interior que tenia un diàmetre extern d'uns 6'5 m. Potser era massissa. Era formada per pedres gairebé sense treballar, algunes col·locades formant filades horitzontals i d'altres verticalment, unides amb morter. Es veu de forma clara l'aparell constructiu d'aquesta primera torre en un esvoranc de la torre exterior que hi ha també a la banda de llevant. La torre interior fou recoberta per un altre mur de 150 cm de gruix. Aquest mur no té, però, dues cares. A fora s'hi veuen carreus petits (per exemple de 10 cm X 25 cm), regulars i molt ben arrenglerats, units per un morter força dur. A l'interior només s'hi veuen les pedres desordenades del reble interior, adossades directament a la torre primitiva.
A uns 15 m de la torre per la banda oest hi ha un fragment de paret que podia pertànyer a un recinte exterior, fet en el mateix moment que es feu el recobriment extern de la torre. A uns 100 m més cap a ponent hi ha un mur de tancament d'uns 2 m d'alçada, una longitud de 4 m i un gruix de paret de 90 cm. Cal datar-lo també en el mateix moment de la segona torre. Més avall d'aquest mur hi ha unes quantes construccions que semblen habitatges medievals.
És difícil establir una cronologia. En principi podem creure que la torre exterior (Orenga II) i els murs perimetrals foren fets cap al s. XI, mentre que la torre interior (Orenga I) ha d'ésser del s. X, potser d'una època semblant al moment en què es feu la del Vilot i d'Alberola o el castell de Mallabecs. Atesa aquesta datació és molt difícil saber si fou feta en un territori controlat pels comtes d'Urgell, abans de la ràtzia d'Abd al- Malik i Wadih del 1003 o per l'autoritat islàmica.